# Conseil de sécurité de Russie

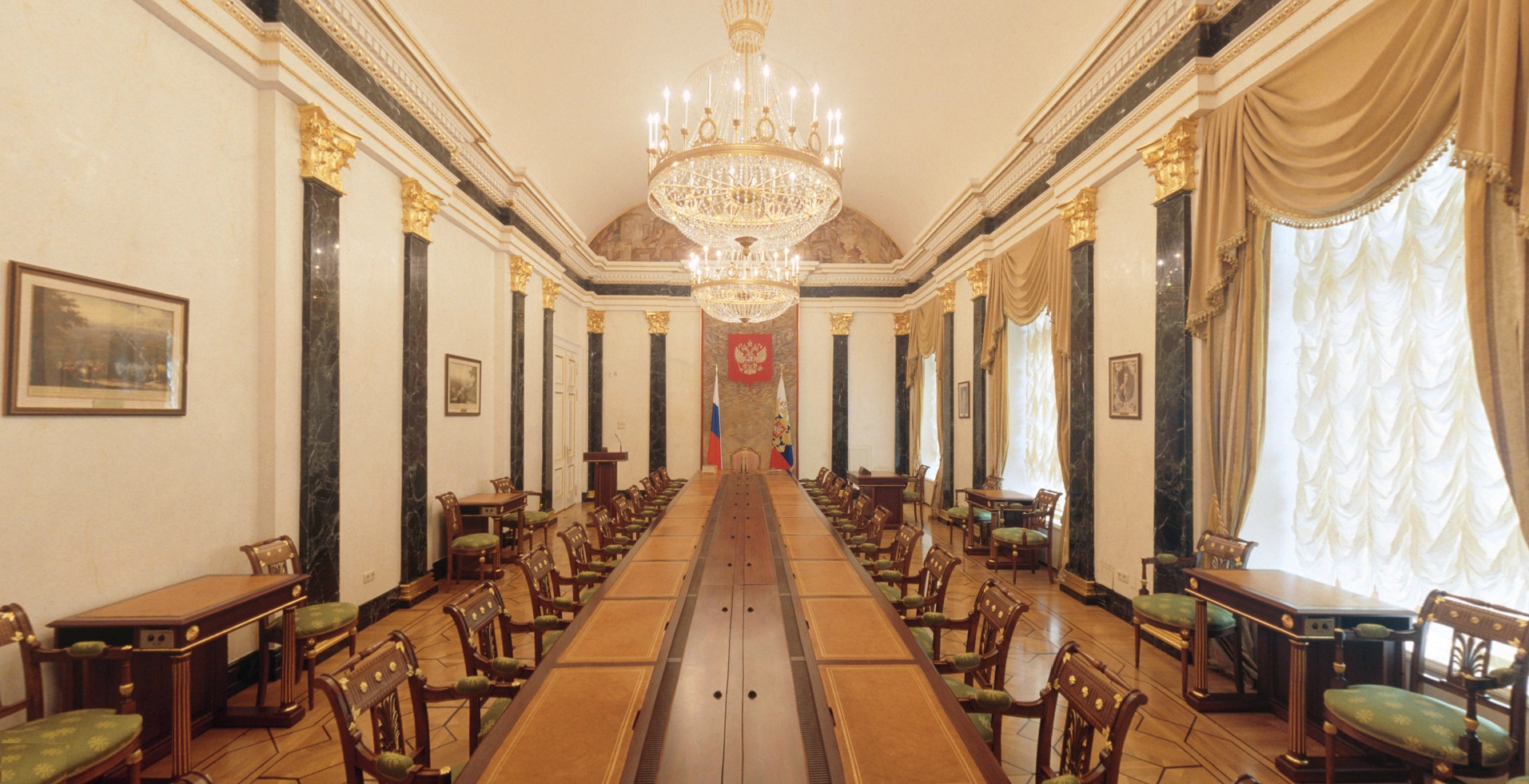
Salle de réunion du CSFR (palais du Sénat, Kremlin de Moscou).

Le Conseil de sécurité de la fédération de Russie (CSFR, en russe : Совет Безопасности Российской Федерации) est un organe consultatif à la disposition du président de la fédération de Russie — le chef de l’État —, organe qui travaille sur les décisions de ce dernier en matière de sécurité nationale. Présidé par le chef de l’État russe, le CSFR a été créé pour être un forum pour la coordination de la sécurité nationale. Il est le successeur du Conseil de sécurité de l’Union soviétique (en).

## Composition
Au 13 mai 2024 :,

### Président du Conseil de sécurité de la fédération de Russie (CSFR)
| Nom              | Poste |
| ---------------- | --- |
| Vladimir Poutine | Président du Conseil de sécurité de la fédération de Russie (CSFR) en qualité de Président de la fédération de Russie - ex-officio. |

### Membres permanents du Conseil de sécurité de la fédération de Russie (CSFR)
| Nom                  | Poste                                                                                              |
| -------------------- | -------------------------------------------------------------------------------------------------- |
| Dmitri Medvedev      | Vice-président du Conseil de sécurité (CSFR)                                                       |
| Sergueï Choïgou      | Secrétaire du Conseil de sécurité (CSFR)                                                           |
| Nom                  | En sa qualité de...                                                                                |
| Mikhaïl Michoustine  | Président du gouvernement                                                                          |
| Anton Vaïno          | Chef de l'Administration du Président                                                              |
| Valentina Matvienko  | Présidente du Conseil de la fédération de l'Assemblée fédérale                                     |
| Viatcheslav Volodine | Président de la Douma d'État de l'Assemblée fédérale                                               |
| Andreï Belooussov    | Ministre de la Défense                                                                             |
| Sergueï Lavrov       | Ministre des Affaires étrangères                                                                   |
| Vladimir Kolokoltsev | Ministre des Affaires intérieures                                                                  |
| Alexandre Bortnikov  | Directeur du Service fédéral de sécurité (FSB)                                                     |
| Sergueï Narychkine   | Directeur du Service des renseignements extérieurs (SVR)                                           |
| Sergueï Ivanov       | Représentant spécial du Président sur la protection de l'environnement, l'écologie et le transport |

### Membres non permanents du Conseil de sécurité de la fédération de Russie
| Nom                      | Poste |
| ------------------------ | --- |
| Rachid Nourgaliev        | Secrétaire adjoint du Conseil de sécurité                                                                                  |
| Nom                      | En qualité de... |
| Alexandre Kourenkov      | Ministre des Situations d'urgence                                                                                          |
| Anton Silouanov          | Ministre des Finances |
| Constantin Tchouïtchenko | Ministre de la Justice |
| Valeri Guerassimov       | Chef de l'État-major général des Forces armées Premier vice-ministre de la Défense                                         |
| Viktor Zolotov           | Directeur du Service de la Garde nationale Commandant en chef de la Garde nationale                                        |
| Vladimir Boulavine       | Chef du Service fédéral des douanes (SFD)                                                                                  |
| Igor Krasnov             | Procureur général |
| Alexandre Beglov         | Gouverneur de Saint-Pétersbourg                                                                                            |
| Sergueï Sobianine        | Maire de Moscou |
| Guennadi Krasnikov       | Président de l'Académie des Sciences                                                                                       |
| Igor Chtchiogolev        | Représentant plénipotentiaire du Président pour le district fédéral central                                                |
| Vladimir Oustinov        | Représentant plénipotentiaire du Président pour le district fédéral du Sud                                                 |
| Vladimir Iakouchev       | Représentant plénipotentiaire du Président pour le district fédéral de l'Oural                                             |
| Anatoli Serychev         | Représentant plénipotentiaire du Président pour le district fédéral de Sibérie                                             |
| Igor Komarov             | Représentant plénipotentiaire du Président pour le district fédéral de la Volga                                            |
| Alexandre Goutsan        | Représentant plénipotentiaire du Président pour le district fédéral du Nord-Ouest                                          |
| Iouri Tchaïka            | Représentant plénipotentiaire du Président pour le district fédéral du Caucase du Nord                                     |
| Youri Troutnev           | Vice-premier ministre du Gouvernement Représentant plénipotentiaire du Président pour le district fédéral d'Extrême-Orient |